# イヴルルド遙華
イヴルルド 遙華（イヴルルド はるか）は、占い師。福岡県出身。

## 略歴
タロット、占星術、姓名判断、血液型占い、九星気学、数秘術、算命学、顔相といったジャンルの占いを用い、全国の百貨店・書店やテレビ・書籍といった各種メディアで活動する。
イヴルルド研究所主宰。東京・代官山の鑑定ルームを拠点とし、梨花や道端ジェシカなどが支持している。
姓名運勢学では禾織 吉乃（いねおり よしの）名義で活動し、2011年にオリジナルの占いフォーチュンサイクルを占い研究中にひらめき、以降フォーチュンサイクルを広げる活動をしている。
2013年から国内ではイヴルルド遙華と名乗る。

## 執筆

### 著書
- チャンスマップが教える 書くだけで奇跡を起こす 引き寄せレッスン（河出書房）
- 運命のフォーチュンAmulet1～4（小学館）
- 人生が輝く 幸せの星座占い（マイナビ出版）
- フォーチュンサイクルで占う! 「相性」のすべて （主婦の友社）
- イヴルルド遙華の強運体質の育て方 運命を変える! 願いを叶える! （講談社）
- 強運ダイアリー2017―誰でも最強幸運体質になれる!（主婦の友社）
- 運命が変わるプチ改名（小学館）
- 願いが叶う！フォーチュンサイクル占い（主婦の友社）
- ネーミング革命（小学館）

### web
- 『EDIST』CITY GIRL占い - 2016年3月

### アプリ
- 占いアプリ「イヴルルド遙華のハッピーシェア」
- LINE占い「イヴルルド遙華 ハッピーフォーチュン」
- アナスイコスメティクス × イヴルルド遙華☆フォーチュンコスメ診断☆
- MERY猫ガール占い

### 雑誌
- ELLE 2015年1月号 画数で運が変わる、イヴルルド遙華の愛称診断
- JJ 2015年1月号～
- sweet2016年9月号　開運恋叶コスメ
- SPUR 2015年2月号 開運フレグランス
- ViVi 2016年7月号  最強LOVE 開運BIBLE
- まるごと１冊！イヴルルド遙華2017運気を上げるBOOK（小学館）